# Longwy Boys Futsal
Maillots
Le Longwy Boys Futsal est un club de futsal français basé à Longwy, fondé en 2008 et disparu en 2015.

## Histoire

### Débuts et montées rapides
Le Longwy Boys Futsal est déclaré en préfecture le 29 octobre 2008,,.
Le club a la particularité d’évoluer parallèlement en D3 belge, sous le nom Cocoloco Arlon, et participe à la finale de la  coupe de Belgique ABFS, perdue (5-14) face à Rolini Koerse.
En tant que meilleur club de la Ligue lorraine pour la saison 2010-2011, les Boys font partie des huit clubs montant en Championnat de France 2011-2012.

### Club de niveau national
Placé dans le groupe A du Championnat de France 2011-2012, les Longwy Boys termine à la sixième place avec pourtant la deuxième plus mauvaise attaque et troisièmes pire défense sur les douze équipes.
En 2012-2013, la moitié des clubs de l'élite sont relégués en fin de saison pour former la nouvelle Division 2. Longwy termine en dixième position de la poule A avec la plus mauvaise attaque et est donc relégué.
Au sein de la poule Nord de la D2 2013-2014, les Boys finissent septièmes et premiers non-relégables.
En Division 2 2014-2015, le LBF réalise sa meilleure saison au niveau national. Le joueur lorrain Pepe termine largement meilleur buteur de la poule A (44 buts) et permet à son club de disposer de la meilleure attaque de la division avec 134 buts. Lors de la dernière journée face à Nantes Bela, les deux clubs prétendent encore à la montée et s'affrontent à Longwy. La défaite (1-3) des Boys offre la montée aux Nantais,.

### Fin du club
Dans le procès-verbal de sa réunion du 16 juillet 2015, la Commission fédérale des compétitions nationales futsal de la Fédération française de football annonce « que  le  club  de  Longwy  Boys  Futsal,  par  un  courrier  électronique  envoyé  le  15  juillet  2015, a informé la FFF qu’il renonçait à participer au Championnat de France Futsal Division 2 pour  la saison 2015-2016 ». La commission dit remettre le club de Longwy Boys Futsal à disposition de sa Ligue régionale.
Faute de moyens, le club ne prend pas part à la Division 2 2015-2016,. Le président Issam Demay déclare « nous n’avons pas été en mesure de réunir le budget nécessaire pour bâtir une équipe à la hauteur de nos ambitions. L’appel lancé aux sponsors n’a pas répondu à nos attentes ». Consigne est alors donnée aux joueurs de trouver un autre club sur le marché des transferts.

## Palmarès

### Titres et trophées
Au moment d'intégrer Championnat de France 2011-2012, le club a remporté trois coupes régionales de la Ligue lorraine.

### Bilan par saison
| Saison    | Championnat                    | Championnat | Championnat | Championnat | Championnat | Championnat | Championnat | Championnat | Championnat | Championnat | Coupe de France               | Entraîneur          |
| Saison    | Division                       | Class.      | Pts         | M           | V           | N           | D           | Bp          | Bc          | Diff.       | Coupe de France               | Entraîneur          |
| --------- | ------------------------------ | ----------- | ----------- | ----------- | ----------- | ----------- | ----------- | ----------- | ----------- | ----------- | ----------------------------- | ------------------- |
| 2008-2009 | Division d'honneur             |             |             |             |             |             |             |             |             |             | Demi-finales nationales       |                     |
| 2009-2010 | Division d'honneur             |             |             |             |             |             |             |             |             |             | Phase qualificative nationale |                     |
| 2010-2011 | Division d'honneur             |             |             |             |             |             |             |             |             |             |                               |                     |
| 2011-2012 | Championnat de France - grp. A | 6e/12       | 49 pts      | 22          | 9           | 2           | 11          | 95          | 125         | -30         |                               |                     |
| 2012-2013 | Championnat de France - grp. A | 10e/12      | 29 pts      | 20          | 3           | 1           | 16          | 55          | 129         | -74         | ?                             |                     |
| 2013-2014 | Division 2 - grp. A            | 7e/10       | 40 pts      | 18          | 6           | 4           | 8           | 81          | 93          | -12         | 32e de finale                 | Mohamed Kehal       |
| 2014-2015 | Division 2 - grp. A            | 4e/11       | 62 pts      | 20          | 14          | 0           | 6           | 134         | 96          | +38         | 8e de finale                  | Lluis Bernat Molina |
| 2015-2016 | Division 2 - grp. A            | 10e/10      | 0 pt        | 0           | 0           | 0           | 0           | 0           | 0           | 0           | non-engagé                    |                     |

## Structures du club

### Statut du club et des joueurs
Le club est fondé en 2008 en tant que club sportif, régi par la loi sur les associations établie en 1901. Il est affilié à la Fédération française de football et ses antennes locales, la Ligue lorraine de football et au district de Meurthe-et-Moselle.
Les joueurs ont soit un statut bénévole ou amateur.

### Salle
Les Boys évoluent au sein de la salle Léon-Bassompierre de Longwy.

## Personnalités

### Dirigeants et entraîneurs
Said Benredouane fonde le club fin octobre 2008. Il est toujours en poste lors du Championnat de France 2012-2013. Après le désengagement de Division 2 2015-2016 pour raison financière, le président Issam Demay décide de renoncer à ses fonctions.
En 2013-2014, le capitaine Mohamed Kehal combine la double fonction de entraîneur-joueur du Cocoloco Arlon, promu dans l'élite belge pour la saison 2013-2014, et du noyau qui disputero le championnat français. À l'été 2014, l'espagnol et ancien du FC Barcelone, Lluis Bernat Molina, devient entraîneur du club.

### Joueurs
Au moment d'intégrer Championnat de France 2011-2012, Ahmed Rani et Mohamed Kehal, les deux meilleurs buteurs de l'équipe, sont présélectionnés en équipe de France en mai 2011. Avant eux, Aziz Benredouane connaît trois présélections. En 2013-2014, le capitaine Kehal combine la double fonction de entraîneur-joueur.
À l'été 2014, les Boys enregistrent les renforts de joueurs en provenance d'Espagne et du Portugal afin de se donner les moyens de leurs ambitions : la montée en première division. Arrivé en début de saison 2014-2015, Pépé termine largement meilleur buteur de la poule A (44 buts).